# Escola Básica Júlio Dinis, Gondomar
A Escola Básica Júlio Dinis, Gondomar é uma das principais escolas do concelho de Gondomar. Esta escola em 2009 sofreu obras profundas, com demolição dos pavilhões A1,A2 e A4. Os únicos pavilhões que ficaram de pé foram o A5 e o A3 que durante 2 anos serviram de apoio a EB1 do Souto quando a mesma esteve em obras.
Neste momento a escola contém apenas os blocos A5 e A3, o edifício principal e o pavilhão gimnodesportivo. 
A escola localiza-se numa das avenidas principais do concelho a Avenida 25 de Abril. Grande parte dos alunos vivem em S. Cosme, Valbom e Jovim.

## Origens

#### Escola Preparatória Júlio Dinis

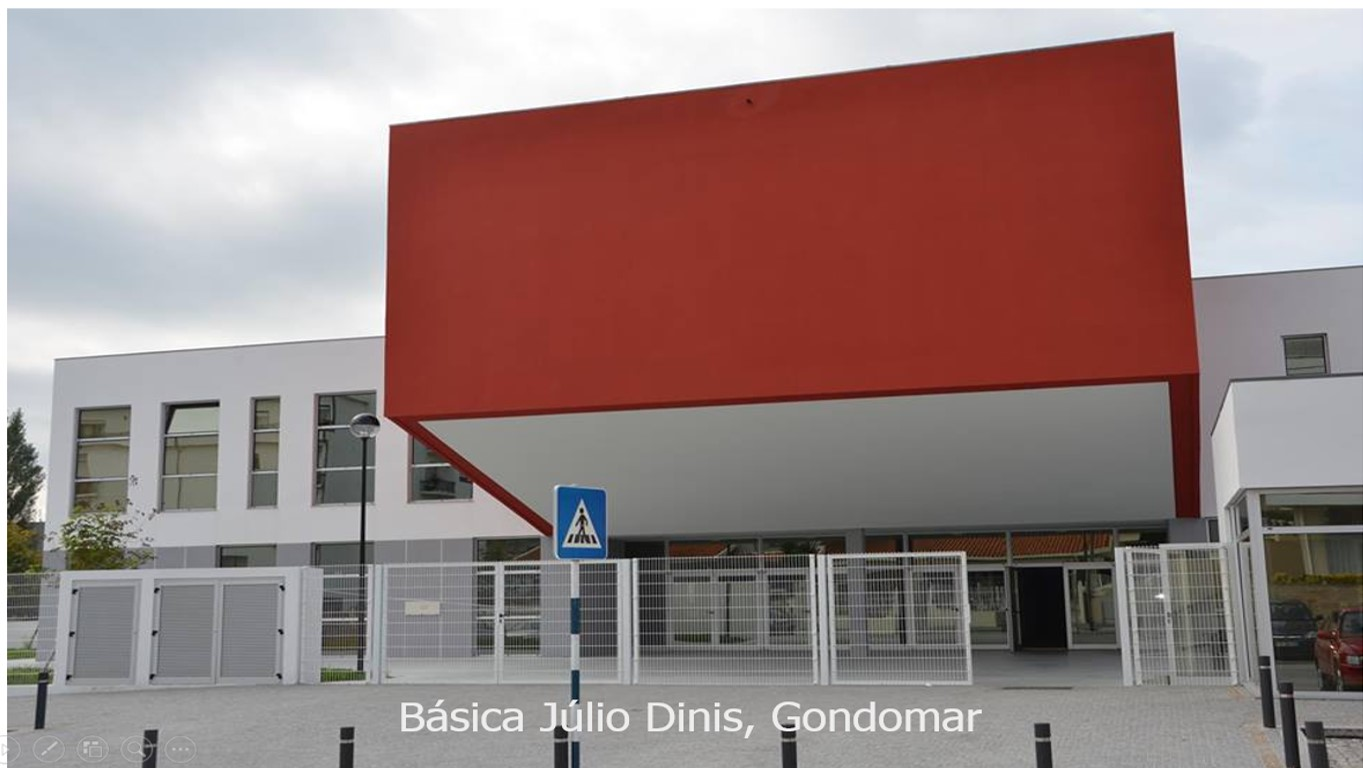
Escola Básica Júlio Dinis, Gondomar

As origens da escola Júlio Dinis inscrevem-se num contexto de abertura do Estado Novo e de uma pequena democratização. Com efeito, pelo Dec-Lei nº.47.480, de 2 de Janeiro em 1967 é criado o Ciclo Preparatório do Ensino Secundário, constituído por dois anos (5ª e 6ª classe), comuns aos liceus e escolas técnicas, sem necessidade de realização do habitual exame de admissão ao Liceu ou Escola Técnica, anteriormente obrigatório, o que permite a expansão do ensino, em Portugal. 
Desta forma, a Escola Preparatória Júlio Dinis foi constituída a 9 de Setembro de 1968. A primeira reunião do corpo docente realiza-se a 12 de outubro, sob a direcção do director da Escola Industrial e Comercial de Gondomar, Dr. Miguel Jorge Sottomayor de Almeida Coutinho Lobo de Ávila para escolha dos manuais escolares.  Nesta altura, o Ciclo Preparatório contava 415 alunos, sendo 172 rapazes e 243 raparigas, distribuídos por 15 turmas, seis das quais, masculinas, teriam aulas na Escola Industrial, e 9 femininas ocupariam um edifício, na então rua Dr. Oliveira Salazar, hoje 25 de abril, 279, numa antiga residência intervencionada no sentido de ser adaptada a escola. Como as obras se protelaram para além do esperado, as aulas só se iniciaram para as meninas, no dia 4 de novembro, ainda sem a totalidade do mobiliário.  Aquelas teriam que desenhar de pé, o que não causou estranheza a quem iniciava aquele novo ciclo, mas foi notado por quem já tinha frequentado um tipo de escolaridade semelhante, antes. A direção da escola foi assumida pelo Dr. Carlos Luís Moreira, um homem determinado a fazer cumprir as diretivas ideológicas do Estado, pelo que as meninas não podiam usar calças e o comprimento das saias era vigiado, de forma a não atentar a moral pública. 
Nesta altura, o plano de estudos e as estratégias usadas em sala de aula eram definidas na presença de um inspetor que se certificava se as diretrizes do Estado Novo seriam cumpridas: a valorização da Pátria, do Império e das tradições locais. O Centro Coordenador do Ensino Preparatório defende a definição de um tema central, em cada escola ( nº2 do art. 4º do Estatuto). 
No primeiro ano de funcionamento da escola Preparatória Júlio Dinis propõe-se: “ A Ourivesaria e a marcenaria, principais industrias do Concelho de Gondomar”, dada a sua importância, e por poder ser trabalhado por todos os conjuntos. No A: Língua Portuguesa: através da leitura de textos alusivos a estas indústrias; composições escritas; jornais de turma; entrevistas; intercâmbio de escolas; relatórios; monografias; História e Geografia Portuguesa: através da situação e evolução das diferentes fábricas do Concelho; Moral e Religião deveria abordar as lutas entre patrões e empregados, defendendo a necessidade ideal da verdadeira harmonia cristã; também poderia referir Santo Elói como patrono dos ourives e S. José dos carpinteiros.No B: Matemática: pela medição de ângulos, cálculos em trabalhos de ourivesaria ou de marcenaria; Ciências da Natureza – Transformações operadas pelas várias espécies vegetais desde a sementeira até à elaboração dos móveis, a variação das espécies nas diferentes regiões e climas, os transportes e outros. Os minérios e a sua transformação seria outro tema a estudar. No Conjunto C: Desenho e Trabalhos Manuais deveriam abordar as formas dos artefactos de ourivesaria e marcenaria. No Conjunto D: Educação Musical - deveria contribuir para a alegria no trabalho e proceder à recolha do folclore; elaboração de novas letras, por exemplo; em Educação Física não se explica como o tema pode ser explorado mas defende-se que o pode com grandeza. No Conjunto E: Francês ou Inglês – através do desenvolvimento da língua necessária às relações comerciais de Portugal com os países francófonas ou anglófonos para implantar ou desenvolver os negócios de ourivesaria e marcenaria. As visitas de estudo são programadas ao pormenor, juntando pequenos grupos que envolvem, no geral, duas turmas. Os destinos são fábricas de Gondomar ou arredores como “Móveis Giesta”; “União Fabril”; “Rosas de Portugal”; “Jomar”; ou museus como o “Museu de Etnografia e História” e “Museu Soares dos Reis”. 
A Ginástica era feita no ginásio pequeno da Escola Industrial e Comercial.  Enquanto, na Escola Industrial, os meninos contavam com um amplo recreio, as meninas tinham um recreio exíguo, com um belo pomar ao fundo, o que fazia com que fossem tentadas a colher fruta ou a fazer acrobacias junto do portão, sempre fechado. 
Como desde o início, foram incentivadas as bibliotecas de turma, as meninas passavam muito tempo a ler livros da Enid Blyton e havia até quem, à semelhança do que se passava nos livros “Os Sete” ou “Os Cinco”, formasse clubes para descobrir mistérios. Outra diversão consistia na elaboração de inquéritos que eram dados às colegas para responderam, o que certamente contribuía para um maior conhecimento mútuo. 

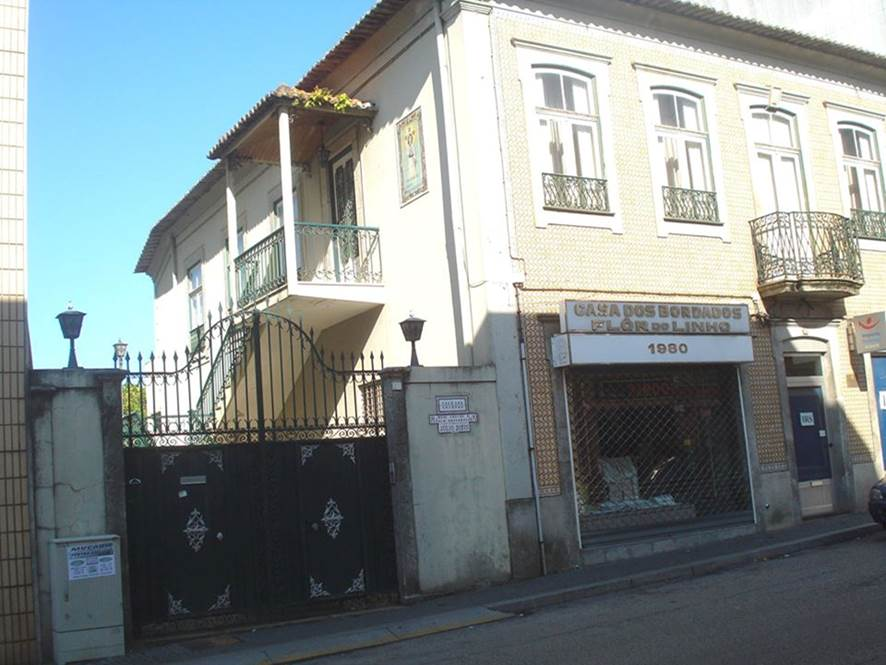
Escola Preparatória Júlio Dinis

No segundo ano, as meninas passavam a ter todas as aulas no piso térreo da Escola Industrial, sempre separadas dos meninos. Aí, o recreio ganhava outra dimensão: as meninas podiam aprender com as mais “ sabidas”, sentadas junto das árvores, assuntos inocentes para hoje, mas, que na altura, não eram referidos na maioria das casas. No entanto, a maior diversão era o jogo do “ Mata” que consistia em atirar a bola de uma equipa à outra para “matar” alguém, ou seja tocar a pessoa, pelo que, para apanhar a bola, tudo valia e a bata obrigatória, estendida para a frente e segurada dos lados, era um auxiliar precioso. 
Em 73/ 74, ano da abertura da nova Júlio Dinis, a velha, de manhã, chamava-se Afonso V e era frequentada por alunos de S. Pedro da Cova e, de tarde, denominava-se Marques Leitão, para os alunos de Valbom. Ginástica e Trabalhos Manuais eram disciplinas frequentadas na Escola Industrial e Comercial. Entretanto, era decidido superiormente, analisar o plano de urbanização da vila de Gondomar de forma a encontrar um terreno para a construção de uma escola de raiz. Sendo presidente da Câmara, o Dr. Manuel Desport Marques, esse espaço é encontrado em abril de 1968:  uma área de 25 000 metros quadrados de terreno, junto à escola Industrial e Comercial da Vila, na Rua Almirante Américo Tomás,  e aprovado pelo Ministério das Obras públicas em novembro do mesmo ano. 
Em março de 1969, dá-se ordem para proceder à escritura de compra.  Contudo, o terreno no qual devia ser instalada a escola preparatória estava ocupado pelo Gondomar Sport Club, desde a época de 1960/61, com a conivência da Câmara de Gondomar, já que o plano de urbanização previa um terreno para o Clube o que ocasiona, agora, a tentativa de defesa dos gastos realizados por parte daquela agremiação desportiva, no local. Apesar de tudo isto, o terreno é comprado em 1970 e a obra adjudicada em 1971, com projeto aprovado, no entanto, ainda em fevereiro de 1972 se pede a remoção de uma linha de alta tensão para que a obra possa prosseguir sem perigo. Todavia, a União Elétrica, ainda em outubro de 1973 não tinha efetuado esta ação apesar dos instantes ofícios, por parte da Câmara de Gondomar e da escola já ter sido inaugurada em janeiro de 1973, na presidência de Câmara de Joaquim Castro Rocha. Este novo edifício destinava-se a servir as freguesias de S. Cosme, Rio Tinto, Fânzeres e S. Pedro da Cova, albergando, nesta altura, cerca de 800 alunos oscilando entre 10 e 15 anos.

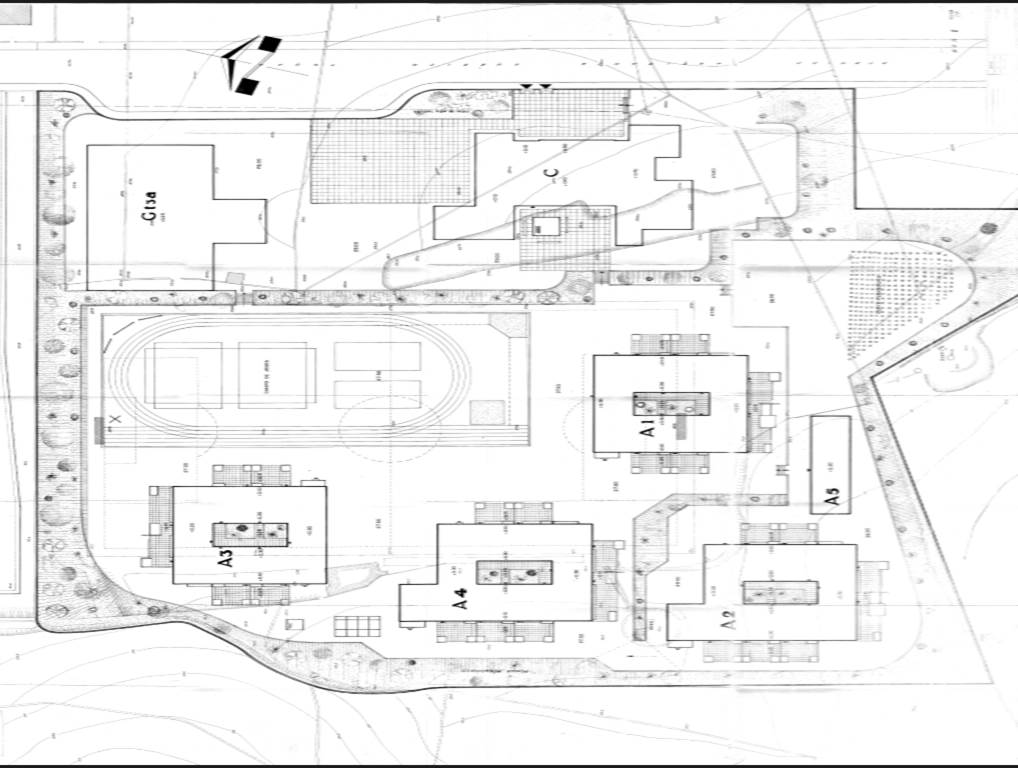
Planta da nova Escola Preparatória Júlio Dinis

A planta inicial é inovadora: contempla um pomar pedagógico a toda a volta da escola. Mais tarde, vai ser circunscrito ao lado direito do refeitório e a cada jardim interior de cada pavilhão. Conta com cinco: A1; A2; A3; A4 e A5, o de música. No ano seguinte, em 1973 - através da Lei de Bases do Sistema Educativo (Lei n.º 5/73 de 25 de julho) - foi estabelecido o ensino básico, obrigatório, com a duração de oito anos, compreendendo o ensino primário e o ensino preparatório. Este último teria a duração de quatro anos e constituiria o estágio final da escolaridade obrigatória. Esta medida nunca foi regulamentada e com a Revolução de 25 de abril de 1974, manteve-se a escolaridade obrigatória de seis anos e o ciclo preparatório de dois anos, conforme moldes anteriores. Foi um tempo em que a escola viveu grandes confrontos ideológicos. Carlos Moreira sessou funções como Diretor da escola. A direção provisória foi, então, assumida pela professora Maria do Céu Cabarrão, à qual se sucederam comissões de gestão e posteriormente o primeiro Concelho Diretivo eleito. As lutas aguerridas entre a lista A e B, “de esquerda e direita” marcaram este período no qual tudo era intenso. Veio a ganhar a “esquerda” protagonizada pela professora Eduarda.
A escola abre-se à comunidade e a população participa em inúmeros comícios e sessões de esclarecimento. Em 1975, no mandato do Presidente da Câmara, Alberto Teixeira de Sousa, a escola abre os seus pavilhões às primeiras eleições livres e universais. A partir de 1977, no mandato do Presidente da Câmara, Dr. José Luís Araújo, passa a acolher a exposição “Agrindústria,” até 1993. 

#### Escola Preparatória de Gondomar

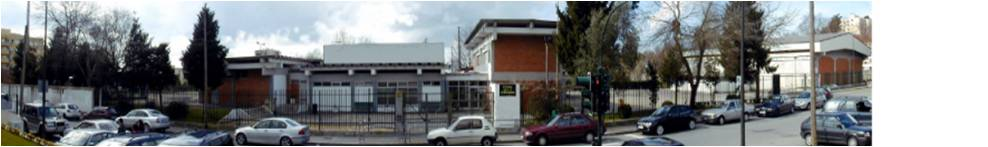
Escola Preparatória de Gondomar

A Escola Preparatória Júlio Dinis em 1979 recebe a denominação de Escola Preparatória de Gondomar. 
Entretanto, com a nova Lei de Bases do Sistema Educativo, (Lei n.º 46/86 de 14 de outubro) em 1986, o ensino básico é universal, obrigatório e gratuito e tem a duração de nove anos. Desenvolve-se, da seguinte maneira: 1º ciclo globalizante, da responsabilidade de um professor único; o 2º ciclo, ministrado nas escola preparatórias, como antes, organiza-se por áreas interdisciplinares de formação básica e desenvolve-se predominantemente em regime de professor por área e o 3.º ciclo que se organiza segundo um plano curricular unificado, integrando áreas vocacionais diversificadas, desenvolve-se em regime de um professor por disciplina ou grupo de disciplinas e é ministrado nas escolas secundárias ou preparatórias que passam a designar-se C+S. Aplica-se aos alunos que se inscreveram no 1.º ano do ensino básico, no ano letivo de 1987-1988 e seguintes, é implementada no 2º ciclo, em 1991/92 e no 3º ciclo em 1993/94. Desta forma, a escola preparatória de Gondomar, com a denominação C+S que tinha recebido primeiro o 7º ano, depois o 8º não obrigatório, em 1992/1993, ascende a 1500 alunos do 5º ao 9º. 

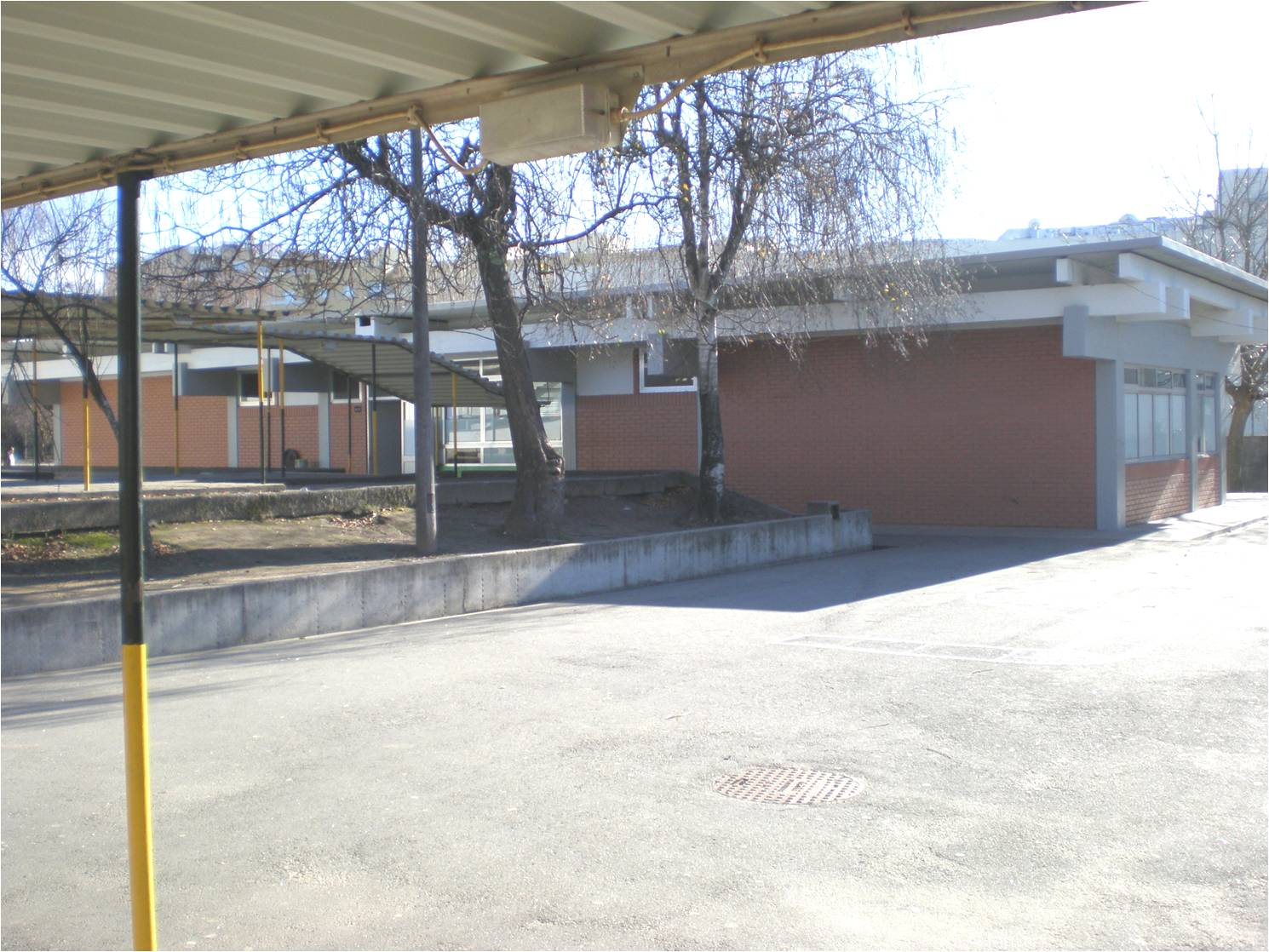
Escola Básica do 2º e 3º ciclo de Gondomar

#### Escola Básica do 2º e 3º ciclo de Gondomar
Em 1995, passa a denominar-se Escola Básica do 2º e 3º Ciclo e em 1/9/2003, de acordo com o ponto 1 do artigo 5º do Decreto-Lei 115-A de 1998, de 4 de maio, integra-se no Agrupamento de Escolas de Gondomar.

#### Escola Básica Júlio Dinis, Gondomar
Em 2015, integra-se no agrupamento Júlio Dinis, Gondomar, recuperando, em parte, a primitiva denominação, Escola Básica Júlio Dinis, Gondomar. 
Em janeiro de 2010, começaram a ser demolidos os pavilhões, decorrendo as atividades escolares em módulos pré fabricados até 2013, altura em que se dá a mudança para as instalações atuais.
Na perspetiva de que uma escola é uma comunidade, importante será de salientar o papel da Associação de Pais que, desde 1975 ajuda a construir o projecto educativo da escola e da Associação de Estudantes que ajuda os jovens a aprender que ser cidadão é intervir na vida da sua comunidade.